# Francisco Meixedo
Francisco Meira Meixedo (* 19. Mai 2001 in Porto) ist ein portugiesischer Fußballspieler. Der Torhüter steht beim CF Estrela Amadora unter Vertrag und ist ehemaliger Juniorennationalspieler.

## Karriere

### Verein
Meixedo begann seine Karriere in der Jugendabteilung vom FC Porto. 2016 wechselte er in den Jugendbereich des Padroense FC. Dort verblieb er nur ein Jahr, bevor er sich im Sommer 2017 der U17 seines ehemaligen Vereins FC Porto anschloss. 2018 kam der Spieler erstmals auf internationaler Bühne zum Einsatz, als er in der UEFA Youth League für die U19 auflief. Im Jahr 2020 folgte seine erste Nominierung für den Spieltagskader der A-Mannschaft. Parallel sammelte er auch Nominierungen für die zweite Mannschaft. Auf seinen ersten Spieleinsatz in der zweiten Mannschaft im April 2022 folgte nur einen Monat später das Debüt in der Primeira Liga, als der Portugiese am letzten Spieltag in der 89. Minute für Cláudio Ramos eingewechselt wurde. In der Saison 2022/23 konnte er zunächst keine weiteren Nominierungen für die erste Mannschaft einsammeln, kam aber regelmäßig in der B-Mannschaft zum Einsatz.
Im Sommer 2024 wechselte Meixedo zum CF Estrela Amadora.

### Nationalmannschaft
Meixedo spielte für verschiedene portugiesische Jugendnationalmannschaften. So absolvierte er eine Partie für die U17 und vier Spiele für die U18. Mit der portugiesischen U19 nahm er 2019 unter anderem an der Europameisterschaft in Armenien teil. Im Sommer 2023 gehörte er dem Kader der U21-Nationalmannschaft bei der U21-Europameisterschaft als Ersatztorhüter an, ohne dort zum Einsatz zu kommen.